# Музей истории оружия
Музей истории оружия — частный музей в Запорожье. В музее представлен широкий спектр холодного и огнестрельного оружия: от оружия каменного века до автоматов Второй мировой войны.

## История
Музей открыт 7 июля 2004 года. В основу музейной экспозиции легла частная коллекция генерального директора НПК ООО «Диана-92» Виталия Григорьевича Шлайфера. На момент открытия музей насчитывал более 2000 единиц холодного и огнестрельного оружия. Хронологические рамки коллекции охватывают промежуток времени — от древних времён (400 000 — 40 000 лет до н. э.) до середины XX века. К 2008 году число экспонатов увеличилось до 3,5 тысяч, а в 2011 году посетителям представлены более 4000 предметов.

## Экспозиция

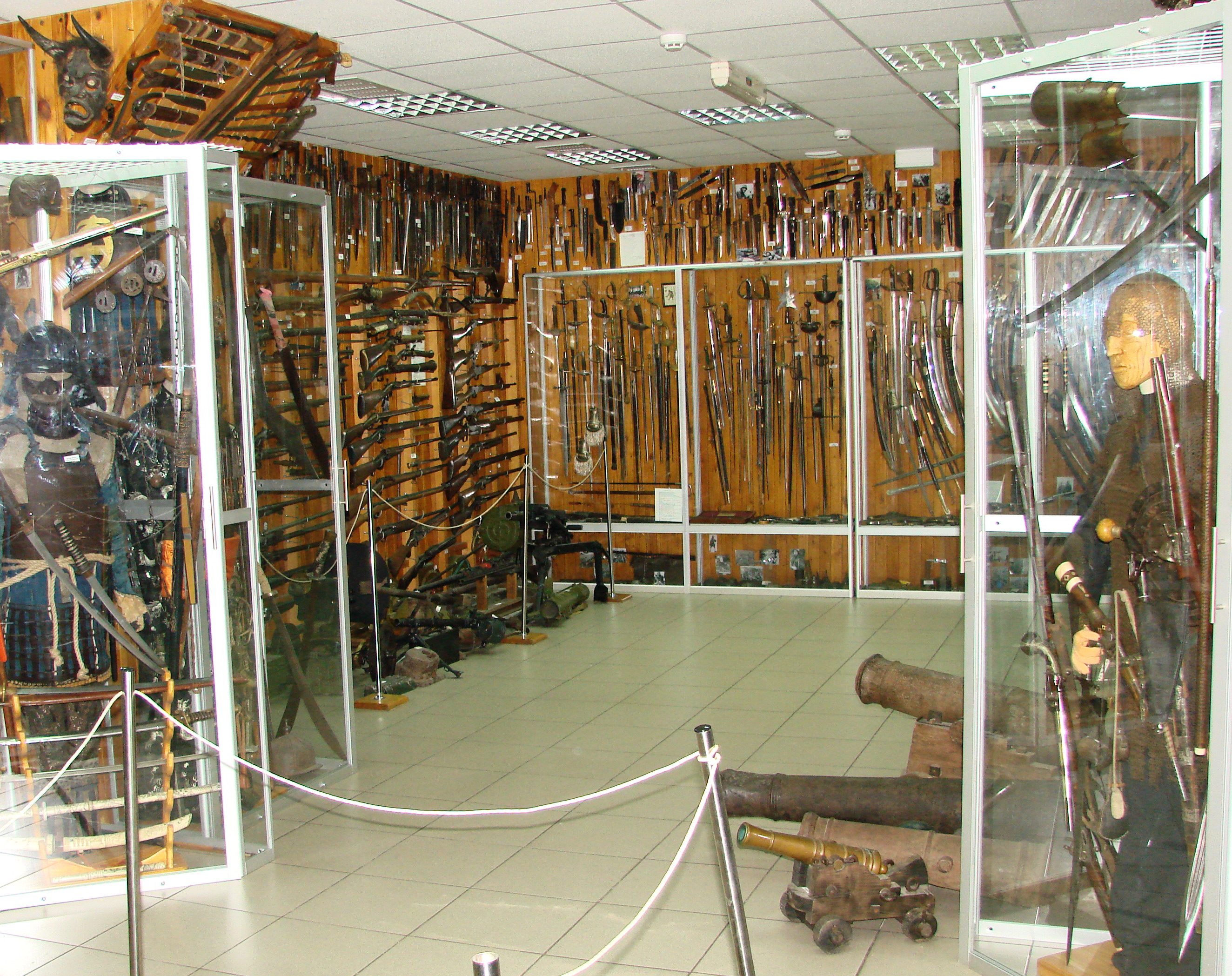
Один из залов музея

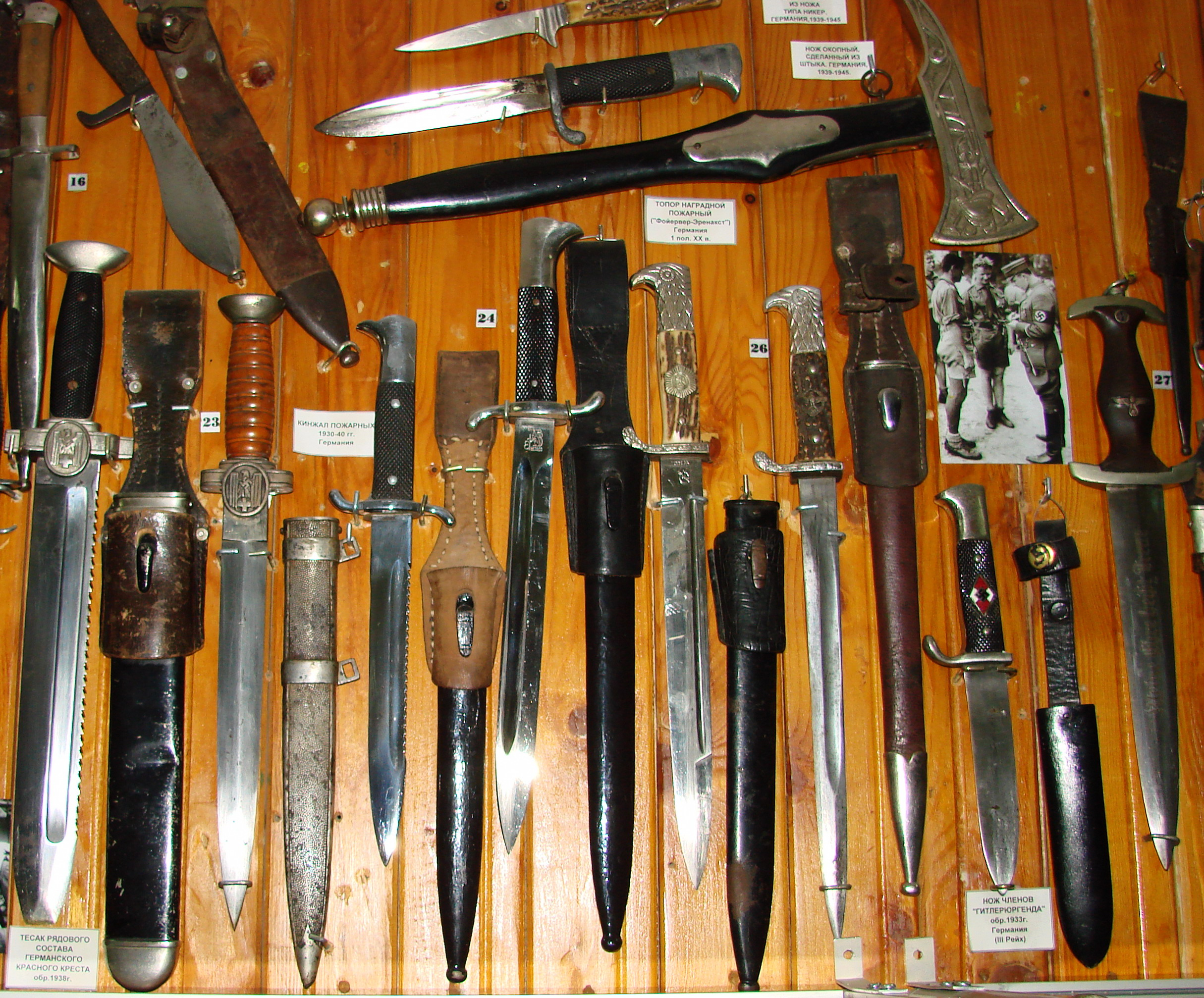
Холодное оружие времён Третьего рейха

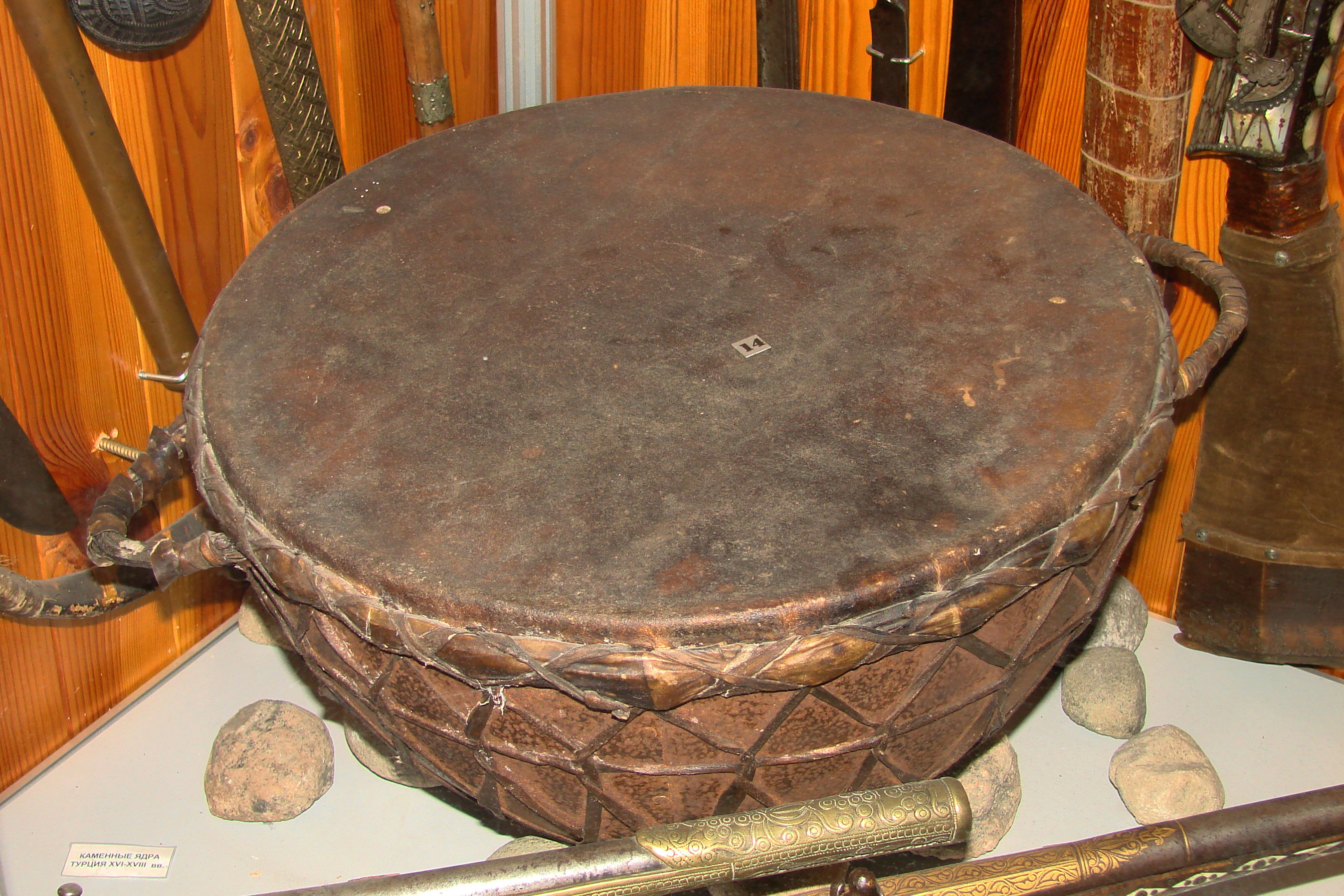
Тулумбас

В двух залах, общей площадью 100 м², представлены следующие виды исторического оружия: автоматы, ножи, пистолеты, ружья, сабли, штыки, шпаги, кольчуги, карабины, шашки, тесаки, дирки, чеканы, боевые косы, кистени, стилеты, топоры, мечи, булавы, копья, винтовки, самострелы, национальное холодное и огнестрельное оружие, антикварное оружие.
25 июля 2015 года был открыт третий зал — посвящённый создателю музея Виталию Шлайферу. Его экспонаты — авторское оружие, книги, рукописи, фотографии и личные вещи Виталия.
Экспозиция музея состоит из следующих разделов:
- Оружие Каменно-медного века
- Оружие Бронзового века (3 — 1 тыс. лет до н. э.)
- Оружие раннего железного века (киммерийско-скифский период, IX — III вв. до н. э.)
- Оружие сарматов. Великое переселение народов, поздние кочевники
- Оружие Киевской Руси
- Оружие Западной и Центральной Европы
- Европейские шпаги
- Европейские сабли
- Оружие украинского казачества
- Оружие народов Востока: Индо-Иранский регион, Османская империя и Средняя Азия
- Оружие Японии и Китая. Юго-Восточная Азия
- Оружие народов Кавказа
- Оружие России и Советского Союза
- Охотничьи ножи и кортики мира
- Армейские ножи и кинжалы, тесаки
- Штыки мира
- Огнестрельное оружие народов мира
- Оружие народов Африки
- Этнографический раздел: оружие Северной Африки, Америки, Тихоокеанского региона и иное этнографическое оружие